# 沼田屋タクシー
株式会社沼田屋タクシー（ぬまたやタクシー）は、群馬県の桐生・大間々地区を中心に営業しているタクシー会社である。タクシーの色は赤。本社は桐生市内にある。同市黒保根地区にて路線バス事業も行っている。社団法人日本バス協会の会員にはなっていない。

## 沿革
- 1986年8月20日 - 黒保根村内にて路線バス（黒保根循環線・上田沢線）運行開始。
- 2013年3月31日 - デマンドタクシー運行により、黒保根循環線・上田沢線廃止。

## 路線
路線バスは2路線運行していたが、平成25年3月31日に廃止。
- 黒保根循環線
  - 水沼車庫〜中学校前〜しみずの里前〜一の鳥居〜赤城登山口〜水沼車庫（片循環）
- 上田沢線
  - ひまわり団地〜本宿〜赤城登山口〜水沼車庫〜中学校前〜上田沢

現在は、朝・夕のみ黒保根循環線と上田沢線のルート上でのデマンドバスと日中はデマンドタクシーが運行されている。
さらに、平成24年4月1日より新里町デマンドタクシーも当社で運行されている。